# Maria Raisenmarkt
Maria Raisenmarkt je osada v dolnorakouské obci Alland v okrese Baden, tvoří katastrální území Raisenmarkt. Mimo samotné Maria Raisenmarkt jsou ještě součástí městyse Untermeierhof a Holzschlag. Místo leží v nadmořské výšce 371 metrů.

## Pamětihodnosti a historie
- Zřícenina hradu Arnstein – na severním výběžku "Peilsteinu" ve Vídeňském lese ležel hrad, který zničili v roce 1529 Turci
- Arnsteinská jeskyně - hned vedle zříceniny je asi 40 m hluboká jeskyně a dlouhá asi 15 metrů
- Arnsteinská jehla - asi 13 metrů vysoký, příkře vinutý skalní útvar hrozící převržením
- Farní kostel - původní kostel pocházel snad z 12. století, kaple k farnímu kostelu byla přistavěna v roce 1783. Roku 1890 byla obnovena dřevěná valená klenba. V roce 1983 byla renovována románská a raně gotická okna ze 12. a 13. století. V roce 1987 byl tento římskokatolický kostel povýšen na poutní kostel. Místo se proto od roku 1989 jmenuje Maria Raisenmarkt. Četné poutě vedou odtud na lesní cestu na průsmyk Hafnerberg, jako např. "Svatoanenská pouť" ke konci července.

V poutním kostele Marie Raisenmarkt se nachází kazatelna, která až do ulomení v roce 1889 stála v kostele Svatého Laurentia v Mayerlingu.